# Condado de Alcorn
O Condado de Alcorn é um dos 82 condados do estado norte-americano do Mississippi. A sede de condado é Corinth que é também a sua maior cidade.
O condado tem uma área de 1039 km² (dos quais 3 km² estão cobertos por água), uma população de 34 558 habitantes, e uma densidade populacional de 33 hab/km² (segundo o censo nacional de 2000). O condado foi fundado em 1870 e recebeu o seu nome em homenagem a James L. Alcorn (1816-1894), 28.º governador do Mississippi e senador.
Neste condado realizaram-se em 1862 duas importantes batalhas da Guerra Civil Americana, a Primeira Batalha de Corinth (29 de abril a 30 de maio) e a Segunda Batalha de Corinth (3 e 4 de outubro).